# James Garner
James Garner (født 7. april 1928, død 19. juli 2014) var en amerikansk film- og tv-skuespiller. Garner var mest kendt for at spille Brett Maverick i tv-serien Maverick fra 1957-1962 og igen i serien Brett Maverick fra 1981. Desuden medvirkede Garner i 1994-filmen Maverick, hvor han spillede Mavericks far.
I 1986 blev han nomineret til en Oscar for bedste mandlige hovedrolle for sin medvirken i filmen Murphy's Romance overfor Sally Field. Udover Oscarsnomineringen har James Garner i løbet af sin karriere modtaget to Emmy Awards og fire Golden Globe Awards.
James Garners sidste medvirken var i komedieserien Fingrene væk fra min teenagedatter 2003-2005.

## Filmografi i udvalg

### Film
- Den store flugt (1963)
- Murphy's Romance (1985)
- Maverick (1994)
- My Fellow Americans (1996)
- Space Cowboys (2000)
- The Notebook (2004)

### Tv
- Maverick (1957–1962)
- Rockford (1974–1980)
- Bret Maverick (1981)
- Fingrene væk fra min teenagedatter (2003–2005)